# Тинго-Мария
Тинго-Мария (исп. Tingo María) — административный центр района Леонсио-Прадо в регионе Уануко в Перу. Население города составляет 55 000 человек (по данным на 2007 год). Город расположен на высоте 660 м над уровнем моря, в 545 км к северу от Лимы.
Окрестности Тинго-Мария считаются местом, где встречается наибольшее количество видов бабочек (с слову, Перу является страной с наибольшим разнообразием бабочек — здесь их встречается 3450 видов), что отражено на гербе поселка как один из его символов.

## Топоним
Распространённая версия происхождения названия города утверждает, что «Тинго» произошло от кечуанского tincco или tinku, означающего слияние рек. Вторая часть названия города относится, по легенде, к женщине по имени Мария, которую нашли утопленной в реке.
Неофициальное название города «Дверь Амазонки».

## История
Тинго Мария оставался недоступным до проведения к поселению в 1936 году дороги Монтанья (Montaña). Город основан 15 октября 1938 года в месте слияния рек Монсон и Уальяга, среди тропических лесов Перу. Здесь основали сельскохозяйственную станцию Агрикола благодаря подходящему климату и возвышенности для выращивания кофе. В 1942 году правительство США выделило средства для станции, и к 1960 году увеличило границы сельхозугодий на более 40 тысяч акров земли (160 км), особенно вдоль плоской поймы реки Уаллага.

## Климат
Климат города жаркий, тропический. Среднегодовая температура варьируется от 18 °C до 35 °C при влажности 77,5 %. Годовое количество осадков 3000 мм. Бывают непродолжительные периоды проливных дождей, но за счёт тропического климата в городе жарко круглый год.

## Экономика
Cooperativa Agroindustrial Naranjillo занимается производством и продажей за рубеж какао.
В городе есть аэропорт, совершающий ежедневные внутренние перелёты.

## Образование
В городе открыты несколько образовательных учреждений от начального до высшего образования.
В городе расположен университет по защите лесов National University of the Forest (UNAS). В нём есть 7 факультетов, ботанический сад и необходимое оборудование. Рядом с университетом разбит национальный парк Тинго-Мария площадью 180 км2.

## Достопримечательности
Вблизи города имеется множество пещер, самой известной из которых является Cueva de las Lechuzas (Пещера сов), населённой похожими на сов ночными птицами гуахаро (Steatornis caripensis).
Символом города является горный хребет La bella durmiente (дословно — Спящая красавица), напоминающий очертаниями лежащую женщину. На языке кечуа гора носит название Pumarinri (ухо пумы). Обе достопримечательности отстоят на 6,5 км от национального парка Тинго-Мария.
Популярностью пользуется солёное озеро, считающееся лечебным.
В городе установлены памятники лётчику и национальному герою Перу Хосе Киньонесу Гонсалесу, а также в честь полковника Леонсио Прадо.
Поселение шипибо-конибо «Бена-Джема» воссоздано на побережье реки Уальяга в 2007 году и привлекает туристов традиционным мастерством индейцев, демонстрацией своей культуры и традиций.
Среди прочих памятных мест города: парк имени Рамона Камтилья, площадь в честь первых поселенцев, площадь оружия, водопад Сан-Мигель, Лагуна чудес, ботанический сад и серпентарий.

## Праздники
- 14 мая: ежегодный праздник национального парка Тинго-Мария.
- 24 июня: праздник Святого Иоанна. В этот день устраиваются танцы вокруг костров и деревьев, на набережных рек.
- 28 и 29 июля: национальные праздники Перу.
- 15 октября: день города.

## Галерея

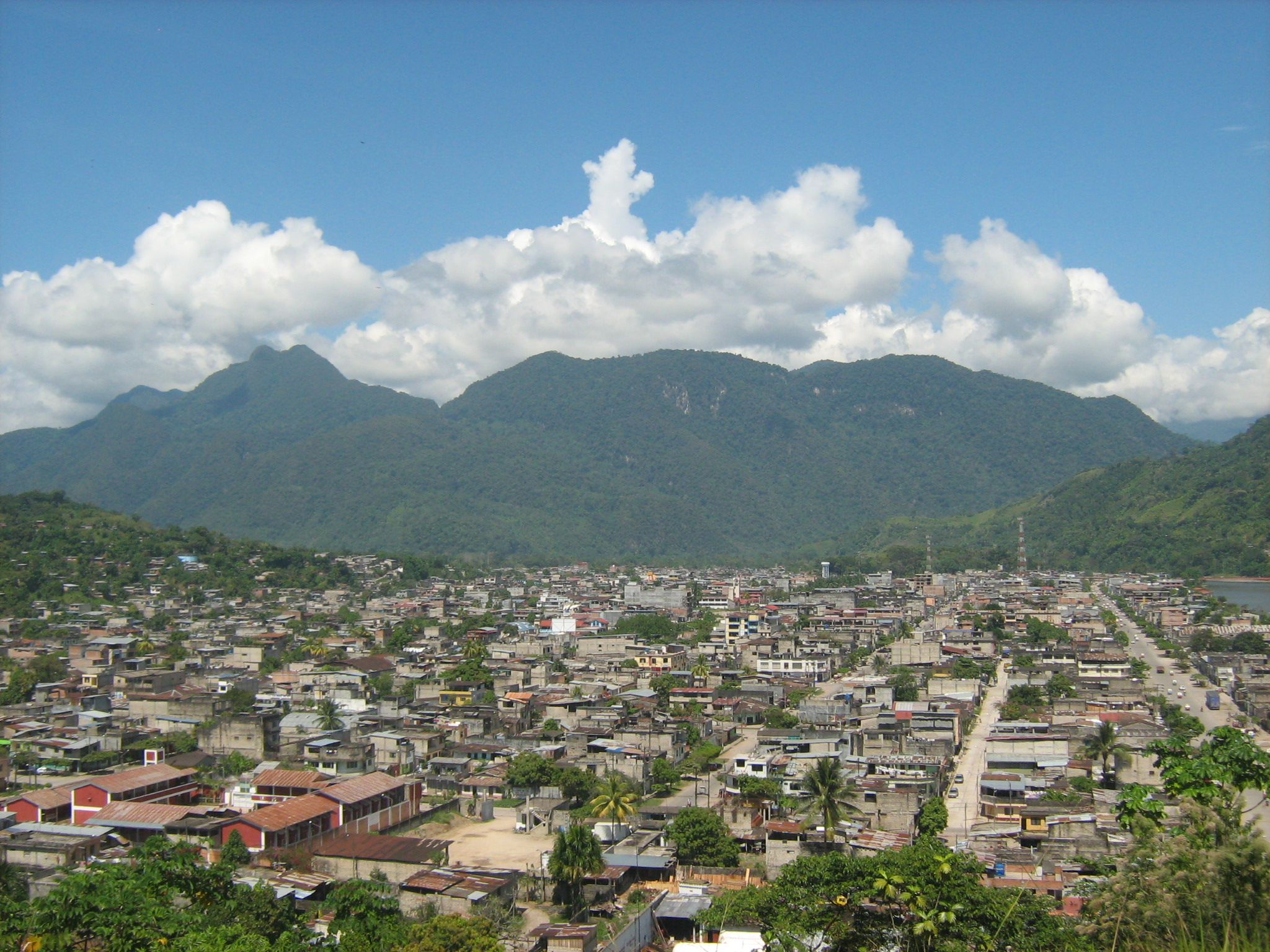
Вид на город Тинго-Мария и гору "Спящая красавица".
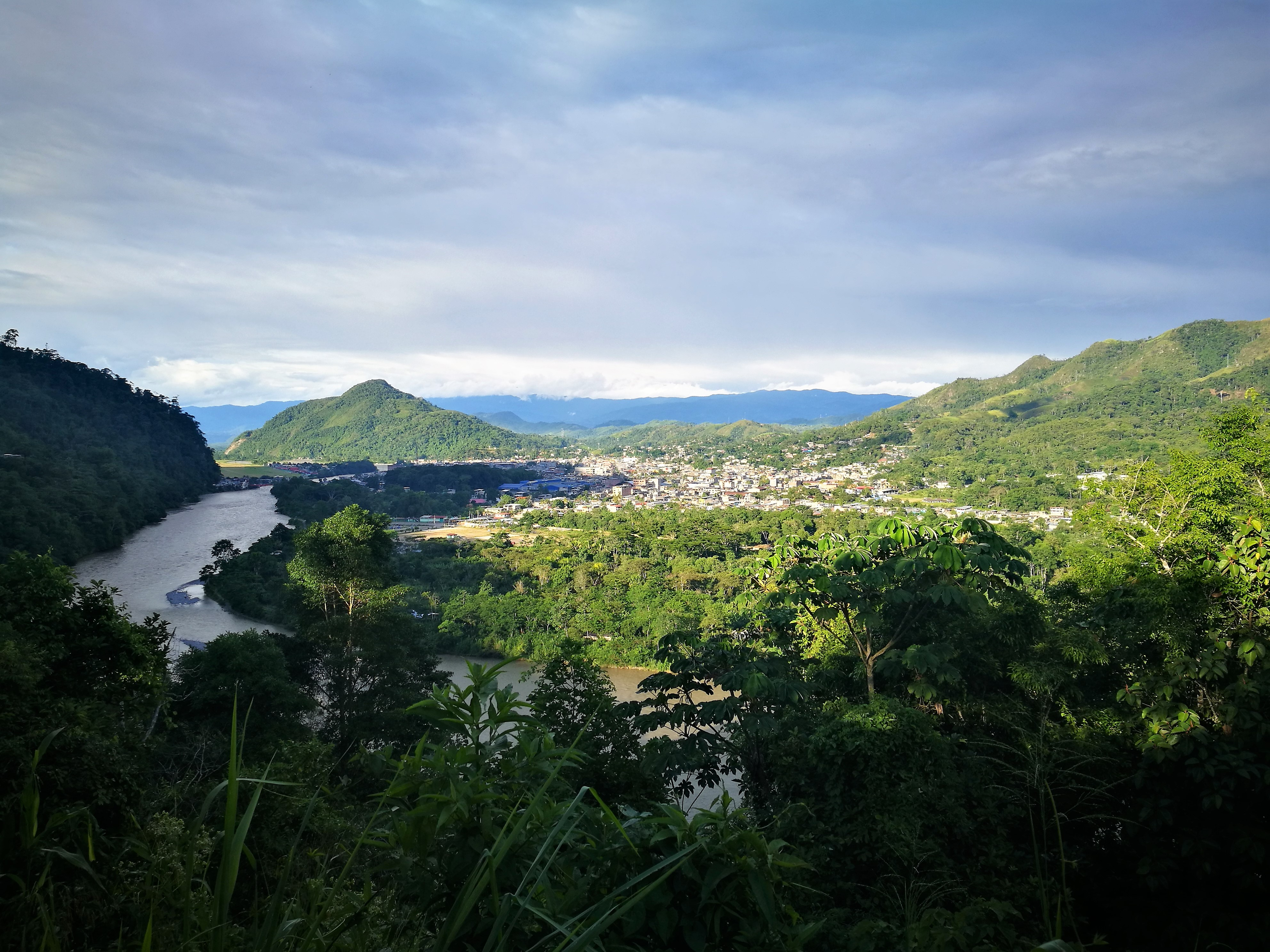
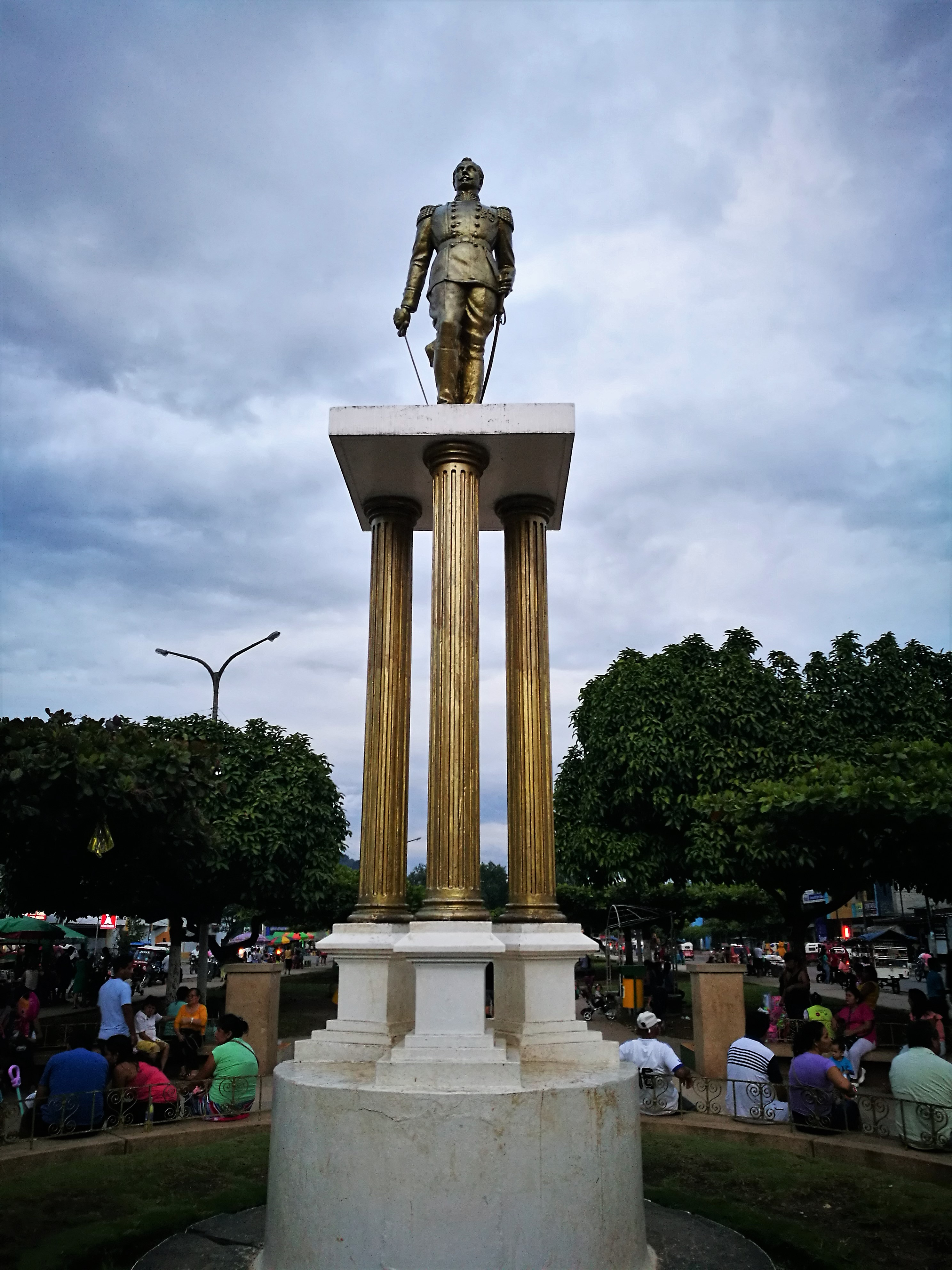
Памятник Леонсио Прадо
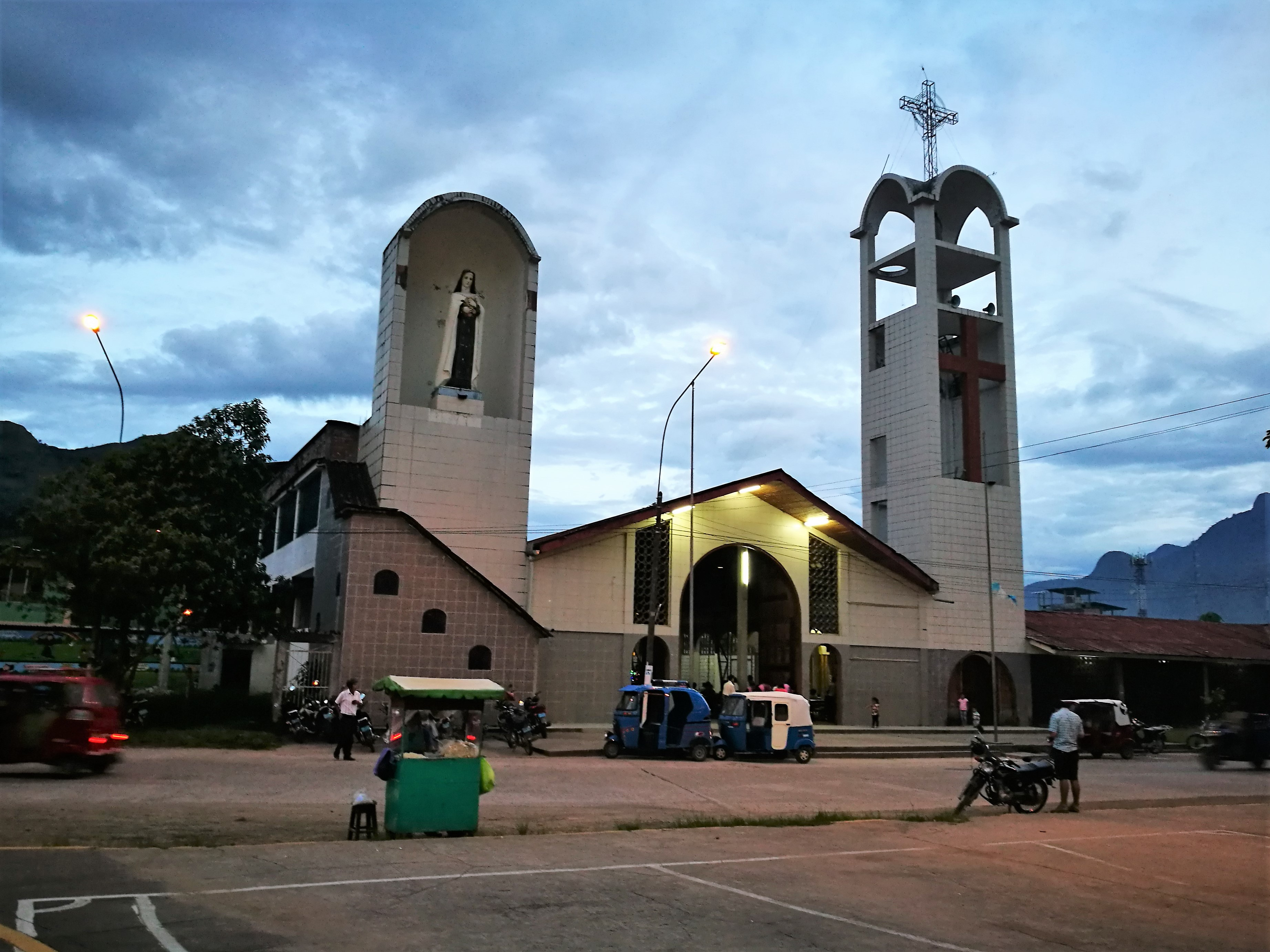
Церковь Святой Тереситы
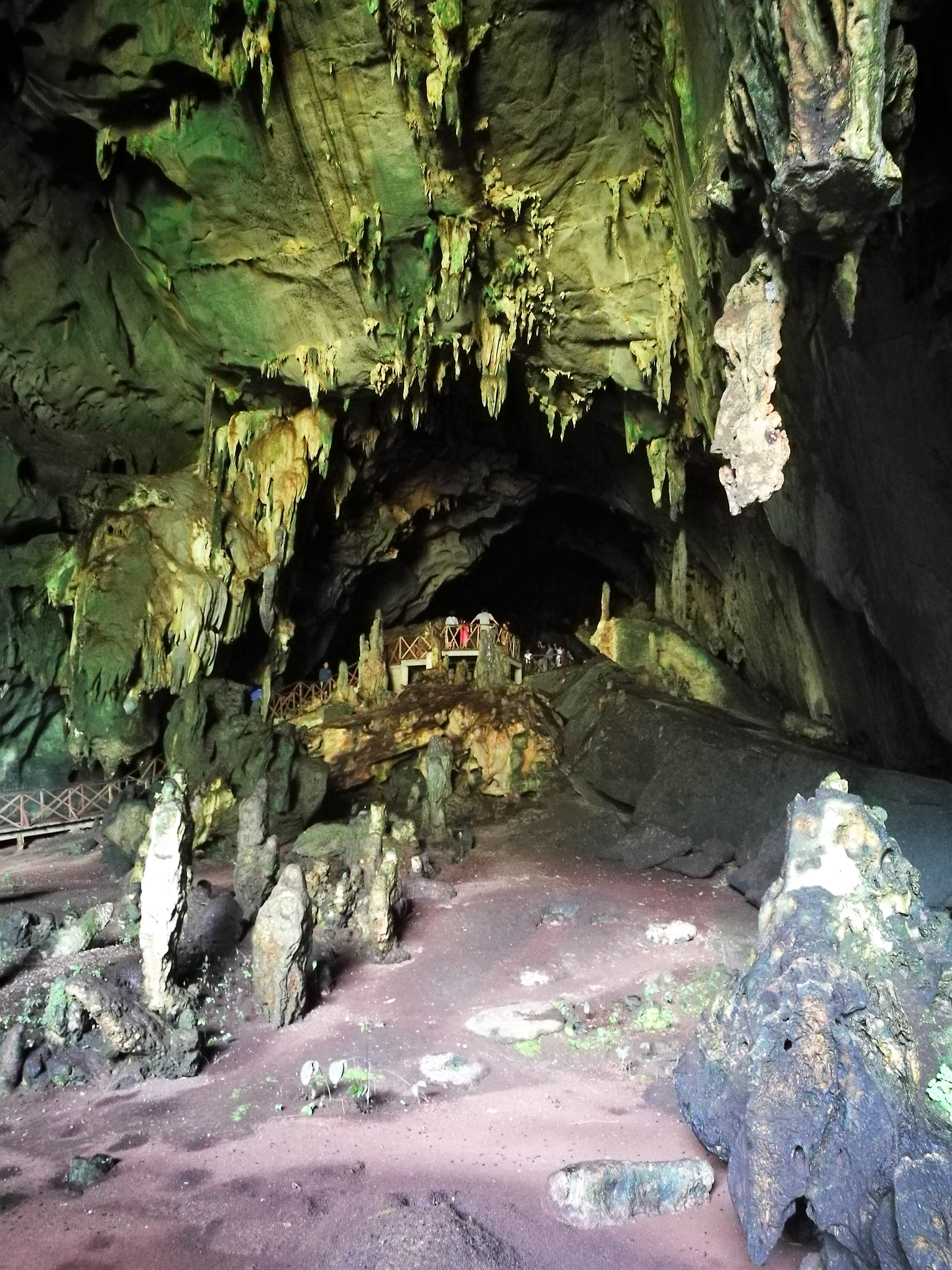
Пещера сов в национальном парке Тинго-Мария
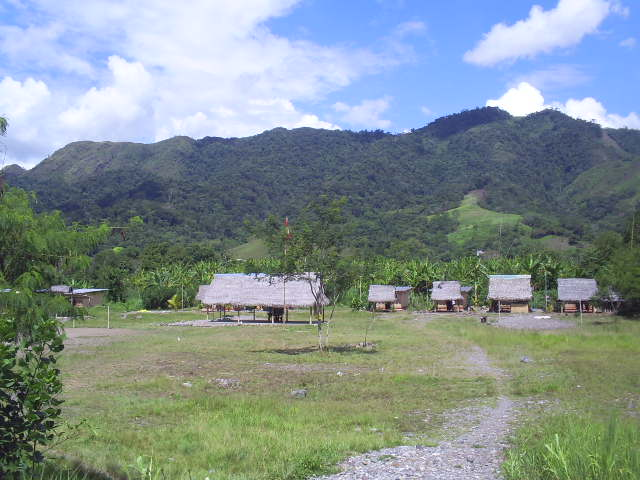
Индейское поселение Бена-Джема